# الليزر المحمول

## الليزر المحمول للدفاع عن النفس والإشارة
الليزر المحمول هو قلم الليزر العادي الذي يستعملة العامة
ويستعمل في الإشارة وفي الدفاع عن النفس ان كان قوي الإشعاع
ويوجد منة ألوان مختلفة مثل :
الليزر الأزرق
الليزر الأخضر
الليزر الأحمر
الليزر الأصفر (نوع نادر جدا)
وهو مختلف القوة ويبدا من 5 mw وحتى 2000 mw
يبدا الليزر في اشعال المواد البسيطة ان كان اقوى من 500 mw وايضا ان تم تركيزة بشكل صحيح
وهو يستعمل ليزر اشباة الموصلات المسمي بليزر الدايود diode laser
واستعمالة يعتبر غير قانوني في اغلب دول العالم
والبعض يستعملة في الدفاع عن النفس
حيث انة إذا تم توجيهة علي عين شخص ما لثانية واحدة سيصيبة بعمى مؤقت
ويستعمل أيضا في الإشارة حيث أن بعض أنواعة القوية مداها يتعدى آلاف الكيلومترات